# Thury-en-Valois
Thury-en-Valois é uma comuna francesa na região administrativa de Altos da França, no departamento de Oise. Estende-se por uma área de 11,26 km². Em 2010 a comuna tinha 509 habitantes (densidade: 45,2 hab./km²).